# Best of Cream
Best of Cream è un album discografico raccolta del gruppo musicale rock inglese Cream, pubblicato nel 1969. 

## Tracce
Lato 1
1. Sunshine of Your Love (Jack Bruce, Pete Brown, Eric Clapton) – 4:08
2. Badge (Clapton, George Harrison) – 2:45
3. Crossroads (Robert Johnson, arr. Clapton) – 4:13
4. White Room (Bruce, Brown) – 3:04
5. SWLABR (Bruce, Brown) – 2:31

Lato 2
1. Born Under a Bad Sign (Booker T. Jones, William Bell) – 3:08
2. Spoonful (Willie Dixon) – 6:30
3. Tales of Brave Ulysses (Clapton, Martin Sharp) – 2:50
4. Strange Brew (Clapton, Pappalardi, Gail Collins) – 2:45
5. I Feel Free (Bruce, Brown) – 2:51

## Formazione
Cream
- Jack Bruce - basso, tastiere, voce, armonica
- Eric Clapton - chitarre, voce
- Ginger Baker - batteria, percussioni

Collaboratori
- Felix Pappalardi - piano, viola
- George Harrison - chitarra, cori in Badge